# Polycyrtus marcoi
Polycyrtus marcoi är en stekelart som beskrevs av Zuniga 2004. Polycyrtus marcoi ingår i släktet Polycyrtus och familjen brokparasitsteklar. Inga underarter finns listade i Catalogue of Life.